# Sybehör
Sybehör är samlingsnamnet för de produkter som används för sömnad, exempelvis synålar, knappnålar, tråd och band.

## Bildgalleri

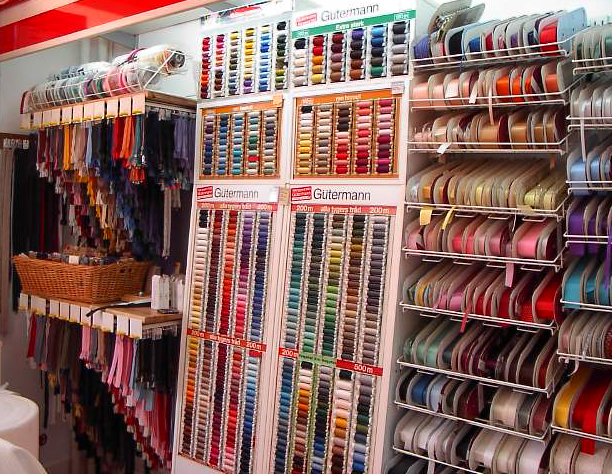
Tråd, band och blixtlås.
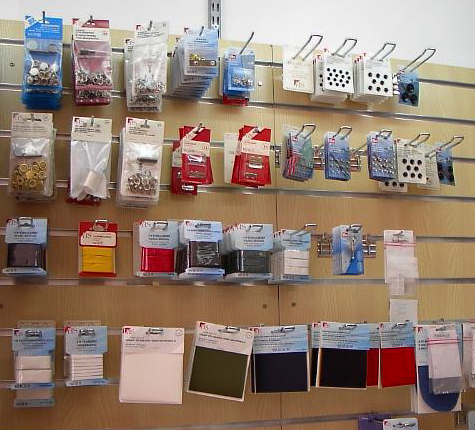
Snedslåar och tryckknappar.
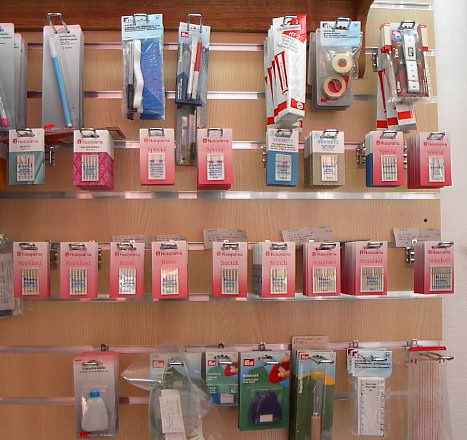
Symaskinsnålar och måttband.